# Askebodasjön
Askebodasjön är en sjö i Markaryds kommun i Småland och ingår i Lagans huvudavrinningsområde.